# Samuel Kahanamoku
Samuel Kahanamoku   (Honolulu, 4 de novembre de 1902 - Honolulu, 26 d'abril de 1966) va ser un nedador estatunidenc que va competir durant la dècada de 1920. Era germà del també nedador Duke Kahanamoku.
El 1924 va prendre part en els Jocs Olímpics de París, on va guanyar la medalla de bronze en els 100 metres esquena del programa de natació.